# NGC 533
NGC 533 je eliptická galaxie v souhvězdí Velryba. Její zdánlivá jasnost je 11,4m a úhlová velikost 3,8′ × 2,3′. Je vzdálená 251 milionů světelných let, má průměr 280 tisíc světelných let. Objevil ji 8. října William Herschel, John Dreyer ji v katalogu NGC popsal jako "dosti jasná, dosti rozlehlá, okrouhlá, postupně zjasňující ke středu".